# Reforma del pensamiento en China

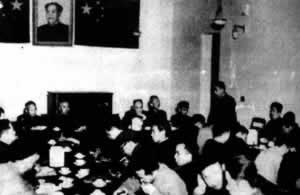
Académicos de la Academia de Ciencias de China discuten el "plan de estudio" para la transformación ideológica

Reforma del pensamiento en China (en chino, 思想改造; pinyin, sīxiǎng gǎizào, también conocido como remodelación ideológica o reforma ideológica) fue una campaña del Partido Comunista de China para reformar el pensamiento de los ciudadanos chinos para aceptar el marxismo-leninismo y el pensamiento de Mao Zedong (maoísmo) de 1951 a 1952. Las técnicas empleadas incluyeron adoctrinamiento, "sesiones de lucha", propaganda, crítica y autocrítica, y una variedad de otras técnicas.

## Terminología
El término chino sīxiǎng gǎizào (思想 改造, lit. "reforma del pensamiento") "remodelación ideológica" compone las palabras sīxiǎng (思想) "pensamiento; pensamiento; idea; ideología" y gǎizào 改造 "transformar; reformar; remodelar; rehacer; corregir".
El término relacionado sīxiǎng gōngzuò (思想 工作, lit. "trabajo de pensamiento"; también traducido como trabajo de pensamiento o trabajo de pensamiento) "educación ideológica", con gōngzuò (工作) "trabajo; trabajo". En el uso moderno del PCCh, sīxiǎng gōngzuò "trabajo de pensamiento" es un término más discreto para sīxiǎng gǎizào "reforma de pensamiento".

## Historia
El Movimiento de Reforma del Pensamiento comenzó por primera vez en septiembre de 1951, luego de un discurso del primer ministro Zhou Enlai pidiendo a los intelectuales que reformaran su pensamiento. El People's Daily  hizo un llamamiento a los maestros y al personal de la universidad para "armarse con el pensamiento del marxismo-leninismo" y "desechar las perspectivas vulgares del individualismo y el liberalismo, y el pensamiento cultural de la burguesía reaccionaria europeo-estadounidense".
Los intelectuales que estudiaron en el extranjero se vieron obligados a confesar su papel como "implementadores de la invasión cultural imperialista", mientras que los escritores de todo el país recibieron la orden de estudiar el discurso de Mao "Charla en el Foro Yan'an de Literatura y Artes" y participar en la autocrítica. Durante el movimiento, se reestructuraron muchos planes de estudio escolares, con la ciencia y la ingeniería adaptando los modelos soviéticos, mientras que los cursos vistos como "pseudo-burguesía", como la sociología, la ciencia política y la economía, fueron abolidos.

### Campañas tres anti y cinco anti
El Movimiento de Reforma del Pensamiento terminó en 1952 y se fusionó con las campañas Tres contra cinco. Como resultado, el Departamento de Propaganda del Comité Central ha tomado el control ideológico de los sistemas culturales y educativos de China.
Según Robert Jay Lifton, el programa de reforma del pensamiento del PCCh surgió como uno de los esfuerzos de propaganda más poderosos jamás emprendidos, e incluyó doctrinas impuestas, purgas ideológicas y movimientos de conversión en masa llevados a cabo de manera organizada e integral. El programa de reforma del pensamiento se aplicó en universidades, escuelas, "colegios revolucionarios" especiales, prisiones, negocios y oficinas gubernamentales, y organizaciones campesinas. Trajo un trastorno personal significativo a las personas afectadas.

## El "hombre nuevo" socialista
Según una tesis de 1969 de Theodore Chen, un concepto importante en la reforma del pensamiento es el del "nuevo hombre socialista", basado en la idea de que la revolución comunista se basa en "nuevos hombres con nuevas mentes, nuevas ideas, nuevas emociones y nuevas actitudes". Por lo tanto, antes de que la nueva forma de vida pueda prevalecer, la antigua debe ser abolida. En China, las viejas y las nuevas generaciones debían ser remodeladas de acuerdo con la ideología comunista, por lo que la creación y la reestructuración de "nuevos hombres" se convirtió en una tarea fundamental de la revolución comunista y el objetivo principal de la educación.
Chen informa que el PCCh seleccionó "ciudadanos modelo" de diversos ámbitos de la vida, incluidos trabajadores, campesinos, mujeres y jóvenes para popularizar los atributos del concepto. De las virtudes expuestas en el adoctrinamiento y la propaganda, y de los diversos "modelos" seleccionados para promover los comportamientos deseados, Theodore Chen escribe que es posible discernir algunas características principales del hombre modelo imaginado por los planificadores comunistas. Estos incluyen: desinterés absoluto; obediencia al partido comunista; conciencia de clase; estudio ideológico; participación en trabajo y producción; versatilidad; y ser un "experto rojo".
La noción china del "nuevo hombre" fue influenciada significativamente por su predecesor soviético. En psicología, estaba relacionado con la teoría de Ivan Pavlov de la actividad nerviosa superior y el método de condicionamiento, que fueron adoptados por los revolucionarios chinos para prometer la posibilidad de la creación del "nuevo hombre".

## Reforma del pensamiento de los intelectuales.
El proyecto de reforma del pensamiento sobre los intelectuales chinos es indicativo del programa nacional, según Lifton. Los programas más intensos de reforma del pensamiento para intelectuales se llevaron a cabo en "colegios revolucionarios", establecidos en toda China inmediatamente después de la revolución comunista. Fueron más activos entre 1948 y 1952, cuando representaban un núcleo ideológico duro para todo el movimiento de reforma del pensamiento, y un modelo extremo para los esfuerzos de reforma en toda la población.